# Cejpia coerulea
Cejpia coerulea är en svampart som beskrevs av Josef Velenovský 1934. Cejpia coerulea ingår i släktet Cejpia och familjen Dermateaceae.   Inga underarter finns listade i Catalogue of Life.